# Сергійчук Володимир Іванович
Володи́мир Іва́нович Сергійчу́к (нар. 13 березня 1950, Пустоха, Ружинський район) — український історик, політик, письменник, професор, директор Центру українознавства Київського національного університету імені Т. Г. Шевченка (2000—2007 рр.), академік АН ВШ України.
В 1982 році захистив кандидатську дисертацію на тему «Народна армія на Україні в роки визвольної війни 1648 — 1654 (організація, озброєння, забезпечення)», а в 1992 — докторську «Українське козацьке військо в другій половині XVI — середині XVII ст.». Досліджує проблеми історії України, зокрема українського козацтва, розселення українців у світі, національних меншин в Україні, діяльності ОУН-УПА, внеску українців у розвиток світової науки і культури.
Автор численних публікацій у періодиці.

## Родина
Народився 13 березня 1950 року в селі Пустоха (зараз село Прибережне, Ружинського району, Житомирської області). Українець. Батько Іван Мусійович (1916—1989) — колгоспник, мати Явдоха Федорівна (1914—2007) — колгоспниця, дружина Тетяна Григорівна (1955) — фармацевт, син Богдан (1972) — дипломат, син Григорій (1980) — молодший науковий працівник Інституту соціальної і політичної психології, дочка Тетяна (1982) — кореспондент Українського радіо.
Родина мешкає в місті Києві

## Життєпис
Вчився в Київському університеті імені Т. Шевченка, на факультеті журналістики (1967-1972), в Українській сільськогосподарській академії (1973—1977, заочне навчання).
1972-1987 — літпрацівник, завідувач відділу, редакції газети «Сільські вісті».
З 1987 — асистент, старший викладач, доцент, професор Київського університету ім. Т. Шевченка.
Академік АНВШУ (1996).
У березні 2014 року з'явилась інформація про те, що Володимир Сергійчук збирається судитися з людьми, які від його імені друкують підручники з викривленням історії України. Про це історик заявив в коментарі  Gazeta.ua .

## Критика
У 2021 року, після виходу друком книги "Геноцид українців 1932-1933 за матеріалами досудових розслідувань", в якій був опублікований "Висновок комплексної судової статистично-криміналістичної експертизи щодо Голодомору 1932-1933 рр", Володимир Сергійчук та інші підписанти експертизи були звинувачені у нав'язуванні, фальсифікації даних та завищені кількості жертв Голодомору-геноциду.
Інститут історії України Національної академії наук України написав, що підрахунки, які обстоюють автори експертизи, суперечать відомим, багатократно перевіреним результатам фахових дослідників з проблеми і через те не можуть бути рекомендовані до застосування.
Видавець першого видання книги, де була опублікована експертиза, -  Марко Мельник, - виступив із публічною заявою про те, що видання було фальсифіковане.
Дослідник історії радянської України 1917—1939 років Геннадій Єфименко, дебатуючи із Володимиром Сергійчуком в ефірі Українського радіо, вказав на те що останній у своїх підрахунках припустився помилки, адже зарахував усіх померлих дітей того часу до жертв Голодомору-геноциду.
На початку грудня 2021 року на сайті авторитетного українського суспільно-історичного видання «Історична правда» з'явився відкритий лист, який підписало декілька сотень осіб, серед них десятки українських та іноземних істориків та науковців, в якому було викладено критику експертизи, до якої долучився Володимир Сергійчук. Зокрема у листі йшлося про те, що фальсифікації та перебільшення кількості загиблих від голоду дадуть опонентам вагомі аргументи "проти" визнання, знизять рівень довіри до офіційних інституцій України, у тому числі тих, що створенні для вивчення Голодомору та адвокації визнання злочину геноциду на світовому рівні.
Пізніше із схожою критикою виступив Інститут демографії Національної академії наук України, який у своїх Аналітичних матеріалах щодо Висновку комплексної судової статистично-криміналістичної експертизи показав, що вона має суттєві вади методологічного характеру, в ній некоректно використана інформаційна база, а сама вона явно спрямована на завищення втрат. 
Так само на численні вади експертизи звернув увагу представник Українського інституту національної пам'яті, який під час інтерв'ю Суспільне. Культура на конкретних прикладах із тексту, підписаного Володимиром Сергійчуком та іншими експертами, продемонстрував наявність тенденційного викладу, маніпуляцій, а також фальсифікацій або помилок у роботі з джерелами.

## Нагороди і відзнаки
- Премія СЖУ (1992)
- Премія фонду імені Івана Мазепи (1995)
- Літературна премія ім. Івана Кошелівця (за 2008 рік)
- Орден «За заслуги» III ступеня (2007)[10]
- Хрест Івана Мазепи, 23 лютого 2010 року Президент України Віктор Ющенко підписав указ про нагородження[11]
- Відзнака Президента України — ювілейна медаль «25 років незалежності України» (2016).[12]
- Лауреат Медалі Ґарета Джонса (2019)

## Праці
- Українець - син Чукотки (1986, стаття у збірнику "Отчий край 86", с. 63-67)
- «Іменем Війська Запорозького» (1991)
- «Національна символіка України» (1992)
- «Німці в Україні» (1994)
- «Етнічні межі і державний кордон України» (1996, 2000)
- «ОУН-УПА в роки війни» (1996)
- «Армія Богдана Хмельницького» (1996)
- «Наша кров — на своїй землі» (1996)
- «Уся правда про єврейські погроми» (1996)
- «Як нас морили голодом» (1996)
- «Богдан Хмельницький та його старшина» (1996)
- «Трагедія українців Польщі» (1997)
- «Погроми в Україні. 1914 — 1920» (1998)
- «Десять буремних літ. Західноукраїнські землі в 1944 — 1953 роках» (1998)
- «Українська соборність» (1999),
- «Депортація поляків з України» (1999)
- «Симон Петлюра і єврейство» (1999)
- «Правда про „золотий вересень“ 1939-го» (1999)
- «Українізація Росії» (2000)
- «Радянські партизани проти ОУН-УПА» (2000)
- «Новітня каторга» (2001)
- «Український Крим» (2001)
- «Нескорена церква. Подвижництво греко-католиків у боротьбі за віру і державу» (2001)
- «У боротьбі за рідну віру римо-католики України завжди були несхитними» (2001)
- «Неусвідомлення України» (2002)
- «Трагедія Волині» (2003)
- «Поляки на Волині в роки Другої світової війни» (2003)
- «Самі себе звоювали» (2003)
- «Дмитро Вишневецький» (2003)
- «Переяславська рада — трагедія України і програш Європи» (2003)
- «Симон Петлюра» (2004)
- «Український здвиг: Закерзоння. 1939—1947» (2004)
- «Український здвиг: Волинь. 1939—1955» (2005)
- «Український здвиг: Прикарпаття. 1939—1955» (2005)
- «Український здвиг: Поділля. 1939—1955» (2005)
- «Український здвиг: Наддніпрянщина. 1941—1955» (2005)
- «Тавруючи визвольний прапор. Діяльність агентури та спецбоївок НКВС-НКДБ під виглядом ОУН-УПА» (2006)
- «Що дала Україна світові» (2008 — українською і турецькою мовами, 2009 — англійською)
- «Трагедія Волині. Причини й перебіг польсько-українського конфлікту в роки Другої світової війни» (2009)
- «В обороні української правди» (2010)
- «Утверджувати правду, а не догоджати сусідові»,  [Архівовано 14 серпня 2014 у Wayback Machine.], Газета «День» № 118, 10 липня 2013 року
- «Українські державники: Андрей Шептицький» (2015)
- Великий міф про «чесний» перепис 1937-го. І як у Москві користуються ним // Голос України, 10 лютого 2016
- «Депортації українців до Казахстану» (2017)
- «Голодомор 1932—1933 років як геноцид українства» (2018)